# 이해랑연극재단
이해랑연극재단은 한국 연극의 발전과 문화창달을 위하여 1990년 5월 19일 설립된 문화체육관광부 소관의 재단법인이다. 사무실은 서울특별시 종로구 자하문로24길 20, 501호 (효자동, 이음빌딩)에 있다.

## 주요 사업
- 우수 연극인의 발굴 지원
- 우수 연극의 창작 및 공연지원등

## 같이 보기
- 이해랑
- 이해랑연극상